# Kamikuishiki-mura Monogatari
Kamikuishiki-mura Monogatari (japanska: 九一色村物語?) (svenska: Berättelsen om Kamikuishikibyn) är ett satiriskt japanskt strategidatorspel utvecklat av hobbyister under namnet HappySoft och utgivet av Aum Soft som släpptes för PC-98 den 29 juni 1995. Kamikuishiki-mura Monogatari satiriserar sekten Aum Shinrikyo och saringasattacken i Tokyo 1995 som utfördes av sekten. En vanlig missuppfattning är att spelet utvecklades av Aum Shinrikyo i syfte att användas som propaganda men Kamikuishiki-mura Monogatari framställer egentligen Aum och saringasattacken negativt, hånar dess medlemmar och visar videor från 'förnedrande' medierapportering.
Spelet använder sig av full motion video med riktiga videoinspelningar av Aum Shinrikyo och videoklipp från sektens egenproducerade anime Chouetsu Sekai.

## Spelupplägg
Spelaren intar rollen som Aum Shinrikyos sektledare Shoko Asahara och styr över sektens verksamhet, samlar in resurser och indoktrinerar nya medlemmar med slutmålet att utföra saringasattacken i Tokyo. Spelet har två möjliga slut: Om spelaren vinner utförs saringasattacken och om spelaren förlorar förintas världen i harmagedon.
Spelet börjar 1 oktober 1989 och tiden i spelet passerar när spelaren utför handlingar. Spelet innehåller händelser relaterade till Aum Shinrikyo som sker på samma datum i spelet som de gjorde i verkligheten. Den 4 november 1989 mördas antisektadvokaten Tsutsumi Sakamoto och hans familj och 27 juni 1994 sker saringasattacken i Matsumoto oavsett spelarens handlingar. I Kamikuishiki-mura Monogatari kan spelaren välja mellan att träna Asaharas 'färdigheter', missionera, begära pengar från medlemmar eller vila.

## Bakgrund
Det har spekulerats att Kamikuishiki-mura Monogatari skapades av Aum Shinrikyo i propagandasyfte i likhet med deras anime Chouetsu Sekai som användes för att indoktrinera nya medlemmar.
Speltiteln kommer från det faktum att sekten hade sitt högkvarter i Kamikuishiki. En artikel från Vice beskriver spelets tillkomst och motbevisar ryktena om att spelet är sektpropaganda. Spelet innehåller riktiga videoklipp av Aum Shinrikyo vilket har använts som bevis i spekulationer online att spelet tillverkades av Aum själva. 
I själva verket hämtades videorna från japanska nyhetsmedier som visade väldigt mycket material producerat av Aum i sin rapportering, inklusive videor ämnade för att användas inom gruppen. Videorna används för att framställa Aum Shinrikyo på ett negativt sätt.
Spelets öppningsvideo visar hur en av sektmedlemmarna försöker levitera med hjälp av meditationstekniken Darduri Siddhi samt hur Aums talesperson Fumihiro Jōyū argumenterar med journalister efter sarinattacken, vilket var samma typer av videoklipp som användes för att skämta om Aum på internet under tidsperioden då spelet släpptes.
En annons för spelet i Game Urara Vol. 4 löd mycket tydligt "Vi har INGA kopplingar till Aum Shinrikyo. Vi hatar dem." Kända Aum-medlemmar hånas i annonsen och beskriver spelarens roll som Asahara med orden "Sälj ditt eget saliv, blod, sädesvätska och liknande till idiotiska troende."
Spelet släpptes 29 juni 1995 och såldes genom undergroundtidningar som till exempel Game Urara som var känd för att innehålla chockerande bilder, piratkopiering, och pornografi. Vice kontaktade tre anonyma individer som samlar på, analyserar och översätter obskyra japanska datorspel. Enligt dem är Kamikuishiki-mura Monogatari ett homebrew, interaktivt visual novel-spel skapad under 1990-talet av Japans underground mjukvaruscen.
Spelets utvecklare Happysoft är känd för humoristiska lågbudgetspel. Enligt HappySofts grundare Yoshihisa 'Kowloon' Kurosawa skapades spelet av Takeshi Kanai and Kouichi Kanasawa. Kouichi Kanasawa arbetade senare för Konami.
Kamikuishiki-mura Monogatari kunde endast köpas via postorder och kostade ¥14500 yen år 1995. Ursprungsplanen var att sälja spelet på Comiket men en av spelprogrammerarna röstade emot det. Spelet lagrades på 12 stycken 3½ tums disketter och spelet kunde inte spelas direkt från disketterna utan måste först installeras på hårddisken. Spelets soundtrack består av Shoko Asaharas egentillverkade musik.

## Mottagande
Troligtvis på grund av spelets ämne, pris och begränsade upplaga recenserades aldrig Kamikuishiki-mura Monogatari i samtida datorspelstidningar. Däremot har Kamikuishiki-mura Monogatari senare fått uppmärksamhet på internet i formen av spekulationer huruvida spelet skapades av Aum Shinrikyo. Spelet har fått uppmärksamhet inom nischen 'kusliga' datorspel speciellt eftersom spelet inkluderar referenser till riktiga brott och dödsfall samt användandet av riktiga videor från sekten.